# UTC−03:00
UTC−03:00 est un fuseau horaire, en retard de trois heures sur UTC.

## Zones concernées

### Toute l'année
UTC-3 est utilisé toute l'année dans les pays et territoires suivants :
- Argentine.

- Brésil[1] :
  -  Alagoas ;
  -  Amapá ;
  -  Bahia ;
  -  Ceará ;
  -  District fédéral ;
  -  Espírito Santo ;
  -  Goiás ;
  -  Maranhão ;
  -  Pará ;
  -  Paraná ;
  -  Paraíba ;
  -  Pernambouc ;
  -  Piauí ;
  -  Rio de Janeiro ;
  -  Rio Grande do Norte ;
  -  São Paulo ;
  -  Sergipe ;
  -  Tocantins.

- Uruguay.
- Chili : Région de Magallanes ;
- France :  Guyane ;
- Suriname.

### Heure d'hiver (hémisphère nord)
Les zones suivantes utilisent UTC-3 pendant l'heure d'hiver (dans l'hémisphère nord) et UTC-2 à l'heure d'été :
- Danemark :  Groenland (Majeure partie de l'île, excepté les régions de Qaanaaq à l'ouest et d'Ittoqqortoormiit et de Danmarkshavn à l'est) ;
- France :  Saint-Pierre-et-Miquelon.

### Heure d'hiver (hémisphère sud)
Les zones suivantes utilisent UTC-3 pendant l'heure d'hiver (dans l'hémisphère sud) et UTC-2 à l'heure d'été :
- Brésil : 
  -  Santa Catarina ;
  -  Rio Grande do Sul.

### Heure d'été (hémisphère nord)
Les zones suivantes utilisent UTC-3 pendant l'heure d'été (dans l'hémisphère nord) et UTC-4 à l'heure d'hiver :
- Canada :
  -  Nouvelle-Écosse ;
  -  Nouveau-Brunswick ;
  -  Île-du-Prince-Édouard ;
  -  Terre-Neuve-et-Labrador :  Labrador, excepté la pointe sud-est.

- Danemark :  Groenland (Région de Qaanaaq, au nord-ouest de l'île) ;
- Royaume-Uni :  Bermudes.

### Heure d'été (hémisphère sud)
Les zones suivantes utilisent UTC-3 pendant l'heure d'été (dans l'hémisphère sud) et UTC-4 à l'heure d'hiver :
- Chili (sauf région de Magallanes et île de Pâques) ;
- Paraguay ;
- Royaume-Uni :  Malouines.

## Géographie
À l'origine, UTC-3 concerne une zone du globe comprise entre 52,5° W et 37,5° W et l'heure initialement utilisée correspondait à l'heure solaire moyenne du 45e méridien ouest (référence supplantée par UTC en 1972).